# Zeduška vas
Zeduška vas (nemško Judendorf) je naselje v Občini Gospa Sveta v Okraju Celovec-dežela na Koroškem v Avstriji.